# Pesterzsébeti zsinagóga
A Pesterzsébeti zsinagóga egy egykori budapesti vallási épület, amely Budapest XX. kerület központjában, a Bíró Mihály utca 3. szám alatt áll.

## Története
A 2 tornyos, román stílusú zsinagógát 1901-ben építtették fel a helyi zsidó lakosok az akkor még Budapesttől különálló településként nyilvántartott Pestszenterzsébeten. Az 1960-as években képraktárnak átépítették, díszeit elbontották. Eredeti külsejéről, díszes belső berendezéséről régi fényképek tanúskodnak. 
Az épület ma is áll, azonban az átalakítások miatt nem igazán lehet felismerni, hogy egy néhai zsinagógáról van szó. A homlokzatán 2003-ban emléktáblát avattak fel. A 2010-es években először tánctanfolyamokat tartottak benne, újabban edzőteremként funkcionál.